# هتل هیلتون تل‌آویو
هتل هیلتون تل‌آویو (به انگلیسی: Hilton Tel Aviv) یک هتل با خدمات سطح بالا متعلق به مجموعه هتل‌های زنجیره‌ای هتل‌های هیلتون است که در شهر تل‌آویو اسرائیل قرار دارد. این هتل در سال ۱۹۶۵ افتتاح شد و ظرفیتی معادل ۵۶۰ اتاق را دارد.

## تاریخچه
ساخت هتل هیلتون تل‌آویو در سپتامبر سال ۱۹۶۲ آغاز شد و دارای معماری مدرن است. در اوایل بازشدن هتل، این هتل بزرگترین و مدرن‌ترین هتل شهر تل‌آویو بود.